# Carlos Alvarado Quesada
Carlos Andrés Alvarado Quesada, född 14 januari 1980 i San José, är en politiker från Costa Rica, verksam inom det mitten-vänsterorienterade Partido Acción Ciudadana (PAC). Han är Costa Ricas president sedan den 8 maj 2018.
Alvarado Quesada har en kandidatexamen i kommunikation och en magisterexamen i statsvetenskap från Costa Ricas universitet. Han är gift med Claudia Dobles Camargo sedan 2010 och de har ett barn. Han var 2014–2017 minister i Luis Guillermo Solís regering.